# Лангвайлер
Лангвайлер — группа неолитических поселений в Альденхофене, западная Германия. Существовали в 5300 — 4900 гг. до н. э., культура линейно-ленточной керамики , одни из первых неолитических поселений Европы.

## Поселение
При раскопках обнаружены остатки 160 сооружений, сгруппированных в несколько отдельных поселений, а также кладбище. Поселения различались по своим размерам: от отдельно стоящих до групп из 2 — 3 или нескольких (до 11) домов. 83% сооружений были типичными для данной  археологической культуры  длинными домами. Еще 5% домов были небольшими и 12% — средних размеров. Два последних типа сооружений относятся к поздней фазе существования поселений. Большинство домов ориентированы с северо-запада на юго-восток, вероятно, в соответствии с господствующим направлением ветра, что говорит о наличии длительной культуры жилищного строительства. 
На завершающей стадии существования поселений среди них появилось несколько укрепленных сооружений, которые могли быть административными или культовыми центрами общины. Они строились на окраинах селений или между поселениями. Одно из таких сооружений использовалось даже после того, как прилегающее селение было покинуто. Вскоре после появления этих сооружений люди ушли из этого региона навсегда.

## Экономика
Возделывали небольшие поля под зерновые, которые прилегали к сооружениям. Такая практика не соответствует представлениям о господствующей у  культуры линейно-ленточной керамики системы подсечно-огневого  земледелия.